# Orinoca
Orinoca  es una localidad del Altiplano de Bolivia, ubicada en el oeste del país. Administrativamente se encuentra en el municipio de Santiago de Andamarca de la provincia de Sud Carangas en el departamento de Oruro. Está ubicada a 185 km al sur de la ciudad de Oruro, la capital departamental, y a 20 km al oeste del lago Poopó. 
La población actual es de 638 habitantes (INE 2012) y el pueblo tiene 243 viviendas registradas.
Cerca a esta localidad, en el pueblo de Isallavi, nació el expresidente, Juan Evo Morales Ayma (1959), quien gobernó el país entre 2006 y 2019.
El 2 de febrero de 2017 se abrió aquí el Museo de la Revolución Democrática y Cultural.

## Economía
Los habitantes se dedícan a la agricultura y a la crianza de ovinos y camélidos, como ovejas, llamas y alpacas.

## Transporte
El único acceso se realiza por camino de tierra, existiendo un autobús que va a la localidad dos veces por semana, siendo de difícil accesibilidad.
Orinoca se encuentra a 162 kilómetros por carretera al sur de Oruro, la capital departamentamental.
Desde el sur se puede llegar a Orinoca a través de Pampa Aullagas y el Santuario de Quillacas por un camino pavimentado.
Desde el norte, desde Oruro, la ruta troncal sin pavimentar Ruta 12 conduce al suroeste 62 kilómetros vía Toledo hasta Villa Copacabana. De allí parte un camino vecinal sin pavimentar hacia el sur, que conduce por Laca Laca Quita Quita a Santiago de Andamarca y Eduardo Avaroa y de allí a Orinoca. Desde aquí, el camino continúa hacia el suroeste hasta el pueblo de Pampa Aullagas en el borde sur del lago Poopó.

## Demografía
Después de que la población de la localidad se redujera a más de la mitad en la década de 1992 a 2001, desde entonces se ha multiplicado nuevamente:
| Año  | Habitantes | Fuente |
| ---- | ---------- | ------ |
| 1992 | 389        | Censo  |
| 2001 | 163        | Censo  |
| 2012 | 638        | Censo  |

Los habitantes hablan en su mayoría aimara y español.

## División política
La dvisión política de Orinoca es de 3 ayllus, cada ayllu está conformada por comunidades organizadas, las cuales eligen sus autoridades según usos y costumbres, que cumplen la función político administrativa el año.